# Бучер, Грэйсон
Грэйсон Скотт Бучер (англ. Grayson Scott Boucher; род. 10 июня 1984) — американский стритболист, актёр и ютубер, более известный под псевдонимом The Professor. Известность приобрёл как один из участников стритбольного шоу AND1 Mixtape Tour. Имеет канал на Youtube с 8 млн подписчиков.

## Биография
Бучер родился и вырос в городе Кайзер, штат Орегон. Он учился в местной старшей школе Макнери, последний класс школы проучился в частной Салемской академии. Бучер был звездой школьной баскетбольной команды, набирал в среднем за игру 20 очков и отдавал 7 передач, однако предложений спортивной стипендии от университетов он не получил. После школы он недолго проучился в общественном колледже Чемекеты, но из-за низкого роста не смог закрепиться в студенческой баскетбольной команде. В своём единственном сезоне в колледже Бучер проводил на площадке в среднем 13 минут и набирал по 3 очка за игру.
В 2003 году в Портленде прошло одно из выступлений AND1 Mixtape Tour, участники которого демонстрируют публике свои незаурядные баскетбольные навыки. В рамках шоу была возможность для местных игроков пройти кастинг и получить место в команде AND1. Так 18-летний Бучер, показав себя, стал частью шоу и единственным белым его участником. В AND1 Mixtape Tour он выступал до 2010 года, используя псевдоним The Professor. Параллельно Бучер также играл за профессиональные команды из Международной баскетбольной лиги и Континентальной баскетбольной ассоциации.
В 2011 году Бучер перешёл в новую стритбольную выставочную команду Ball Up. Вместе с бывшими игроками НБА Джейсоном Уильямсом и Алленом Айверсоном он принял участие в серии показательных выступлений в Китае. Для самого Грэйсона эти два игрока, а также Майкл Джордан всегда являлись примером для подражания, и он старался перенять их движения.
С 2013 года Бучер размещает на своём Youtube-канале ролики, на которых он в костюме Человека-паука играет в баскетбол один на один со случайными соперниками на городских площадках. Первый эпизод подобных его выступлений имеет 40 млн просмотров. Также Бучер пробовал себя в качестве актёра. Он снялся в спортивной комедии 2008 года «Полупрофессионал», где исполнил эпизодическую роль баскетболиста, но в титрах указан не был. В том же 2008 году на кинофестивале «Трайбека» была показана независимая драма «Играть по-честному», в которой Бучер исполнил главную роль.

## Фильмография
| Год  |   | Русское название   | Оригинальное название | Роль                                           |
| ---- | - | ------------------ | --------------------- | ---------------------------------------------- |
| 2008 | ф | Полупрофессионал   | Semi-Pro              | игрок «Спиритс» и «Спёрс» (в титрах не указан) |
| 2008 | ф | Играть по-честному | Ball Don’t Lie        | Стики                                          |
| 2022 | ф | Прорваться в НБА   | Hustle                | Профессор                                      |